# Imobiliare.ro
Imobiliare.ro este o platformă online din România dedicată tranzacțiilor imobiliare, lansată în ianuarie 2000. Serviciile includ listarea, căutarea și finanțarea proprietăților prin intermediul site-ului web și al aplicației mobile.
Platforma a fost dezvoltată de compania Realmedia Network S.A. din Timișoara, fondată de Adrian Erimescu, Gotz Kurt, Laurențiu Andrei și Ciprian Gheran. Inițial, proiectul a fost conceput pentru piața germană, dar a fost adaptat pentru România. Sediul principal al companiei se află în Timișoara, cu un punct de lucru în București.
În 2005, fondul de investiții Broadhurst, administrat de NCH Capital, a preluat 50% din acțiunile companiei. În martie 2016, Ringier România a achiziționat 87% din acțiuni, devenind acționar majoritar, iar în 2020 a preluat controlul integral asupra Realmedia Network. În urma tranzacției, Dan Puică a devenit CEO.
În 2009, Imobiliare.ro a lansat un indice propriu de analiză a prețurilor din piața imobiliară. În 2017, a fost lansat serviciul Imoradar24, axat pe analizarea automată a anunțurilor, cu eliminarea duplicatelor.
În 2022, compania a achiziționat brokerul de credite DSA Advisors, redenumit ulterior Imobiliare.ro Finance.